# Пангалактический грызлодёр
Пангалактический грызлодёр (англ. Pan-Galactic Gargle Blaster, Всегалактический Коктейль «Мозгобойный») — фантастический коктейль из произведений Дугласа Адамса «Автостопом по галактике». Действие его похоже на то, что вам вышибают мозги кусочком лимона, в который завернут большой золотой кирпич. Изобрёл коктейль Зафод Библброкс.
«Путеводитель для путешествующих автостопом по Галактике» даёт следующий рецепт по приготовлению «пангалактического грызлодёра»:

«К содержимому бутылки „Крепкого духа Джанкс“ прибавьте одну мерку воды из морей Сантрагинуса-5 (о эти моря Сантрагинуса! о эта сантрагинская рыба!).
Затем растворите в смеси три кубика арктурского мега-джина (предварительно хорошо охлаждённого, а то бензин улетучится).
Пропустите сквозь раствор четыре литра фаллианского болотного газа, и пусть он весело булькает в память о всех счастливых автостопщиках, скончавшихся от удовольствия в болотах Фаллии.
Аккуратно влейте по ложечке благоухающий экстракт гипермяты, мускусно-сладкий и таинственный.
Бросьте зуб солнцетигра с Алгола; полюбуйтесь, как он растворяется, наполняя напиток жаром двойной звезды.
Добавьте оливку.
Выпейте, соблюдая меры безопасности…»

В переводе В. Генкин, С. Силакова (приводится по изданию М., «АСТ», 1997)
Путеводитель также сообщает, на какой планете смешивают лучший Всегалактический «Мозгобойный», на какую цену вы можете рассчитывать, и
какие благотворительные организации возьмутся впоследствии за вашу реанимацию.
Реальные версии «пангалактического грызлодёра» были созданы на различных постановках «Путеводителя для путешествующих по галактике автостопом», так же как и бары «Зафод Библброкс» в Оттаве (провинция Онтарио, Канада). Рецепты «земных версий» можно найти в Wikibooks. По словам Дугласа Адамса, существует масса экзогенных и военных соглашений, а также законы физики, которые делают создание «пангалактического грызлодёра» на Земле невозможным.